# モナ海峡
座標: 北緯18度20分 西経67度50分 / 北緯18.333度 西経67.833度

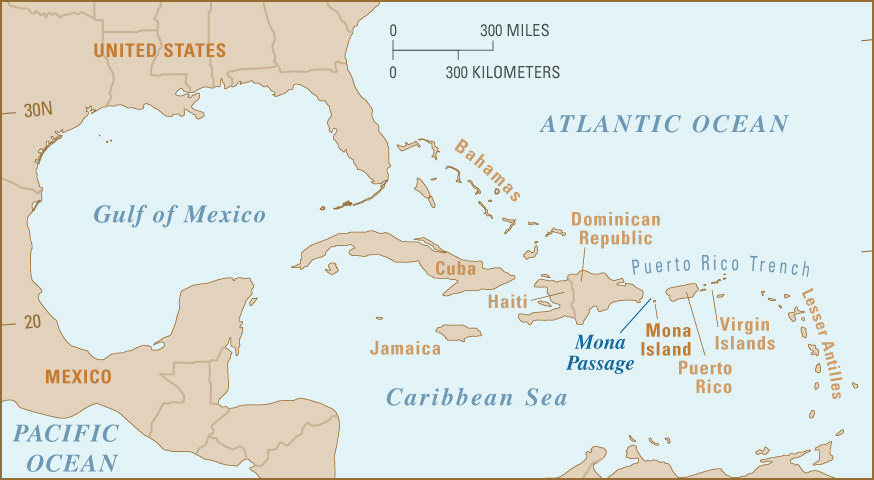
モナ海峡周辺図

モナ海峡（モナかいきょう、英語: Mona Passage、スペイン語：Canal de la Mona）は、イスパニョーラ島とプエルトリコ島の間の海峡である。130kmに亘って広がり、カリブ海で通過が最も困難な海峡の一つである。大西洋とカリブ海を結んでいる。
プエルトリコに属するモナ島やモニト島、デセチュオ島が浮かぶ。
大西洋とパナマ運河の間の重要な航路である。
2つの大きな島とそれらの島の両岸に数kmに亘って広がる砂堆によって、様々な種類の潮流が引き起こされる。